# Polyzonus saigonensis
Polyzonus saigonensis es una especie de escarabajo longicornio del género Polyzonus, subfamilia Cerambycinae, tribu Callichromatini. Fue descrita científicamente por Bates en 1879.
El período de vuelo ocurre en los meses de junio, julio, agosto y septiembre.

## Descripción
Mide 12-25 milímetros de longitud.

## Distribución
Se distribuye por Camboya, China, Laos, Malasia, Birmania, Tailandia y Vietnam.